# Lirobarleeia chiriquiensis
Lirobarleeia chiriquiensis is een slakkensoort uit de familie van de Barleeiidae. De wetenschappelijke naam van de soort is voor het eerst geldig gepubliceerd in 1958 door Olsson & McGinty.